# August Johann Georg Karl Batsch
August Johann Georg Karl Batsch (Jena, 28 ottobre 1761 – 29 settembre 1802) è stato un botanico e medico tedesco.
Studiò all'università di Jena dove ottenne il dottorato nel 1781. Nel 1786, ottenne il dottorato in medicina e nello stesso anno iniziò ad insegnare storia naturale.
Nel 1790, creò un orto botanico a Jena e fondò la Naturforschende Gesellschaft.

## Opere

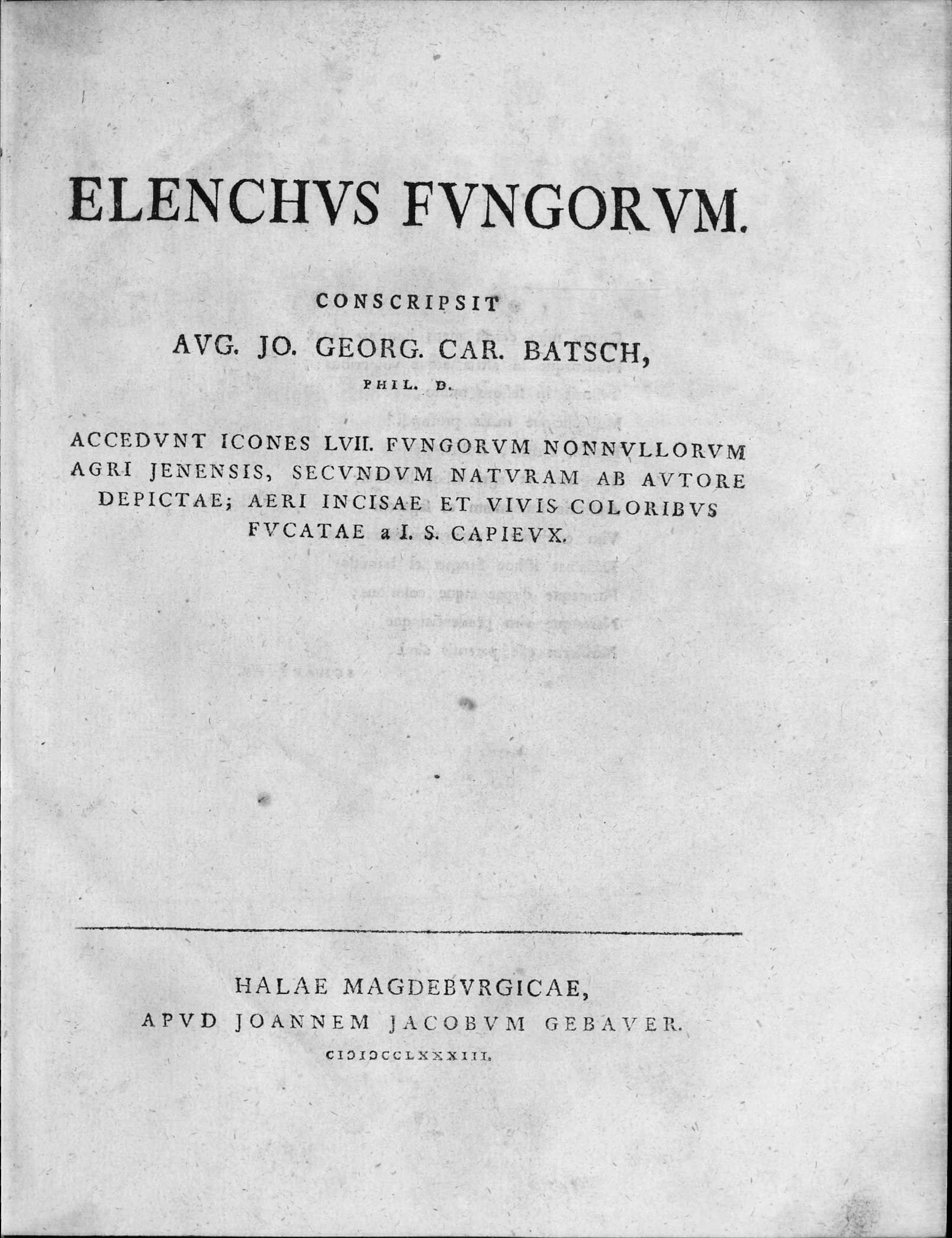
Elenchus fungorum, 1783

- (LA) Elenchus fungorum, Halle, Johann Jakob Gebauer, 1783.
  - (LA) Elenchi fungorum continuatio prima, Halle, Johann Jakob Gebauer, 1786.
  - (LA) Elenchi fungorum continuatio secunda, Halle, Johann Jakob Gebauer, 1789.
- (DE)  Versuch einer Anleitung zur Kenntniss und Geschichte der Pflanzen, 1787-1788.
- (LA)  Synopsis universalis analytica generum plantarum, 1793-1794.
- (FR)  Botanique pour les femmes et les amateurs de plantes, 1798-1799 (opera in tedesco, tradotta in francese e integrata con note dell'autore e di altre aggiunte da Jean-François de Bourgoing)